# Cammile Adams
Natalie Cammile Adams (Houston, 11 september 1991) is een Amerikaanse voormalige zwemster. Ze vertegenwoordigde haar vaderland op de Olympische Zomerspelen 2012 in Londen en de Olympische Zomerspelen 2016 in Rio de Janeiro

## Carrière
Tijdens de US Olympic trials 2012 in Omaha won Adams de 200 meter vlinderslag en kwalificeerde zich door deze prestatie voor de Olympische Zomerspelen van 2012 in Londen. In Londen eindigde de Amerikaanse als vijfde op de 200 meter vlinderslag met een tijd van 2.06,78. Op de Wereldkampioenschappen zwemmen 2013 in Barcelona eindigde Adams 7e op de 200 meter vlinderslag.
Op de Pan-Pacifische kampioenschappen zwemmen 2014 won ze de finale van de 200 meter vlinderslag. Tijdens de Wereldkampioenschappen zwemmen 2015 in Kazan behaalde ze de zilveren medaille op de 200 meter vlinderslag, achter de Japanse Natsumi Hoshi. Tijdens de Wereldkampioenschappen zwemmen 2015 behaalde Adams de zilveren medaille in de 200 meter vlinderslag, achter de Japanse Natsumi Hoshi. 
In 2016 nam Adams een tweede keer deel aan de Olympische Zomerspelen. In de finale van de 200 meter vlinderslag eindigde Adams, in een nieuw persoonlijke record, op de vierde plaats.

## Internationale toernooien
| Jaar | Olympische Spelen   | WK langebaan        | WK kortebaan        | PanPacs                                                                             | Pan-Ams       |
| ---- | ------------------- | ------------------- | ------------------- | ----------------------------------------------------------------------------------- | ------------- |
| 2012 | 5e 200m vlinderslag |                     | geen deelname       |                                                                                     |               |
| 2013 |                     | 7e 200m vlinderslag |                     |                                                                                     |               |
| 2014 |                     |                     | 6e 200m vlinderslag | 23e 100m vlinderslag · 200m vlinderslag · 20e 200m wisselslag · 11e 400m wisselslag |               |
| 2015 |                     | 200m vlinderslag    |                     |                                                                                     | geen deelname |
| 2016 | 4e 200m vlinderslag |                     | geen deelname       |                                                                                     |               |

## Persoonlijke records
Bijgewerkt tot en met 27 juli 2018

### Kortebaan
| Afstand          | Tijd    | Datum            | Plaats       |
| ---------------- | ------- | ---------------- | ------------ |
| 200m vlinderslag | 2.03,39 | 12 december 2015 | Indianapolis |

### Langebaan
| Afstand          | Tijd    | Datum            | Plaats         |
| ---------------- | ------- | ---------------- | -------------- |
| 200m vlinderslag | 2.05,90 | 10 augustus 2016 | Rio de Janeiro |
| 400m wisselslag  | 4.38,62 | 25 juni 2012     | Omaha          |